# Oragua nusinasa
Oragua nusinasa är en insektsart som beskrevs av Young 1977. Oragua nusinasa ingår i släktet Oragua och familjen dvärgstritar. Inga underarter finns listade i Catalogue of Life.